# مونیکا ۸۳۳
سیارک ۸۳۳ (به انگلیسی: 833 Monica، نامگذاری:1916AC) هشتصد و سی و سومین سیارک کشف شده‌است که در ۲۰ سپتامبر ۱۹۱۶ و در هایدلبرگ کشف شد.
قدر مطلق سیارک برابر ۱۱٫۳۰ است.